# Bondongan
Bondongan is een bestuurslaag in het regentschap Kota Bogor van de provincie West-Java, Indonesië. Bondongan telt 13.482 inwoners (volkstelling 2010).